# Four Loko

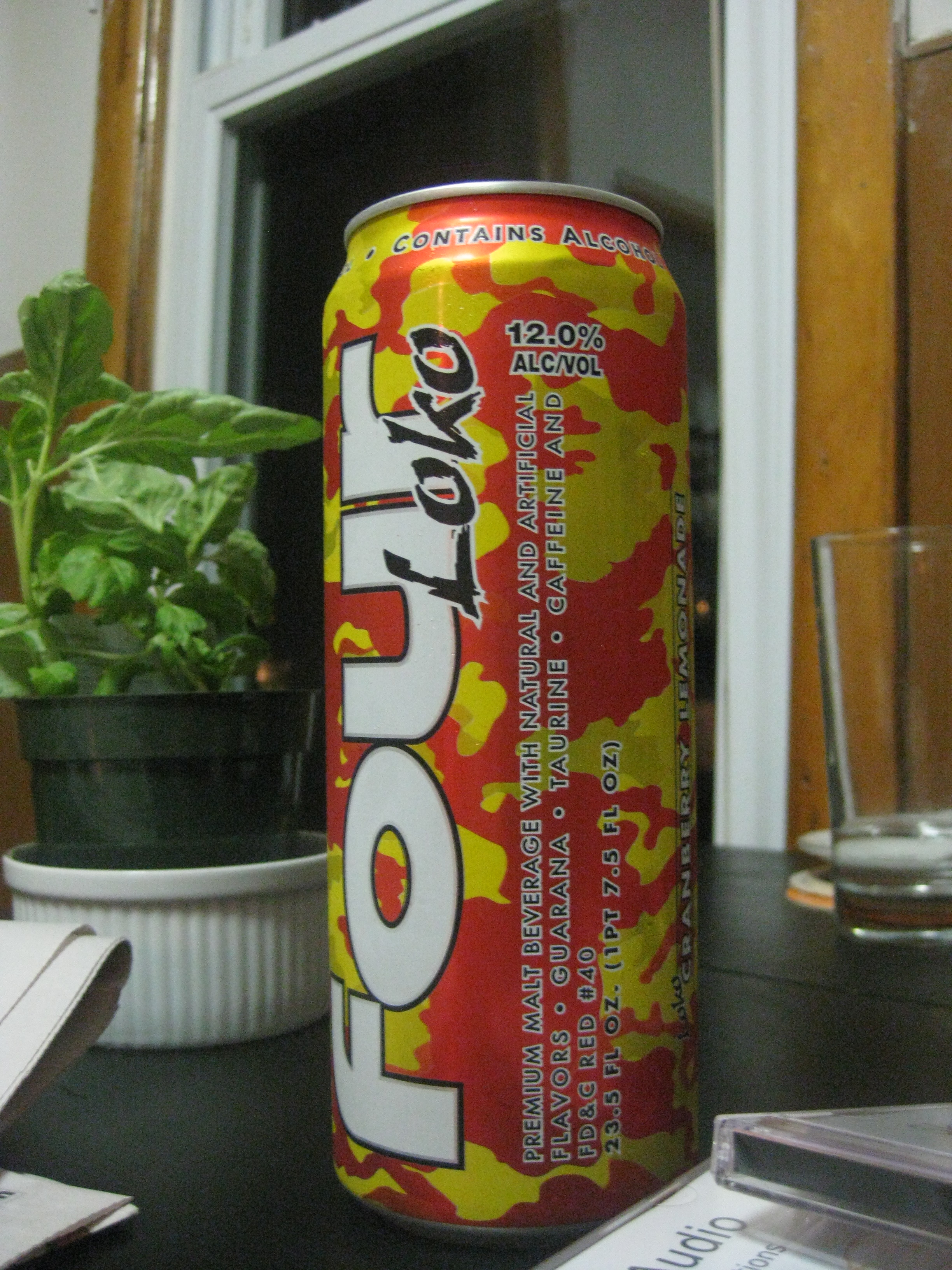
Four loko est une boisson alcoolisée américaine.

Four Loko est une gamme américaine de boissons alcoolisées originellement commercialisées comme des boissons énergisantes. 
L'entreprise commercialise une boisson contenant alcool, caféine, guarana et taurine. Au Québec, la vente de la boisson était autorisée de  2015 à 2017 – celle-ci ne contient ni taurine, ni caféine, ni guarana et est vendue en format de 568 ml, contrairement à son équivalent en vente aux États-Unis vendu en canettes de 700 ml. En Russie, elle est vendue en cannettes de 1,1 litre.